# Albín Polášek
Albín Polášek (14. února 1879, Frenštát pod Radhoštěm, Rakousko-Uhersko – 19. května 1965, Winter Park, Spojené státy americké) byl sochař české národnosti. Byl ovlivněn klasickou sochařskou tradicí, se kterou se setkal při stipendijním pobytu v Římě, ale také humanismem a symbolismu s nárostnostním cítěním.

## Životopis

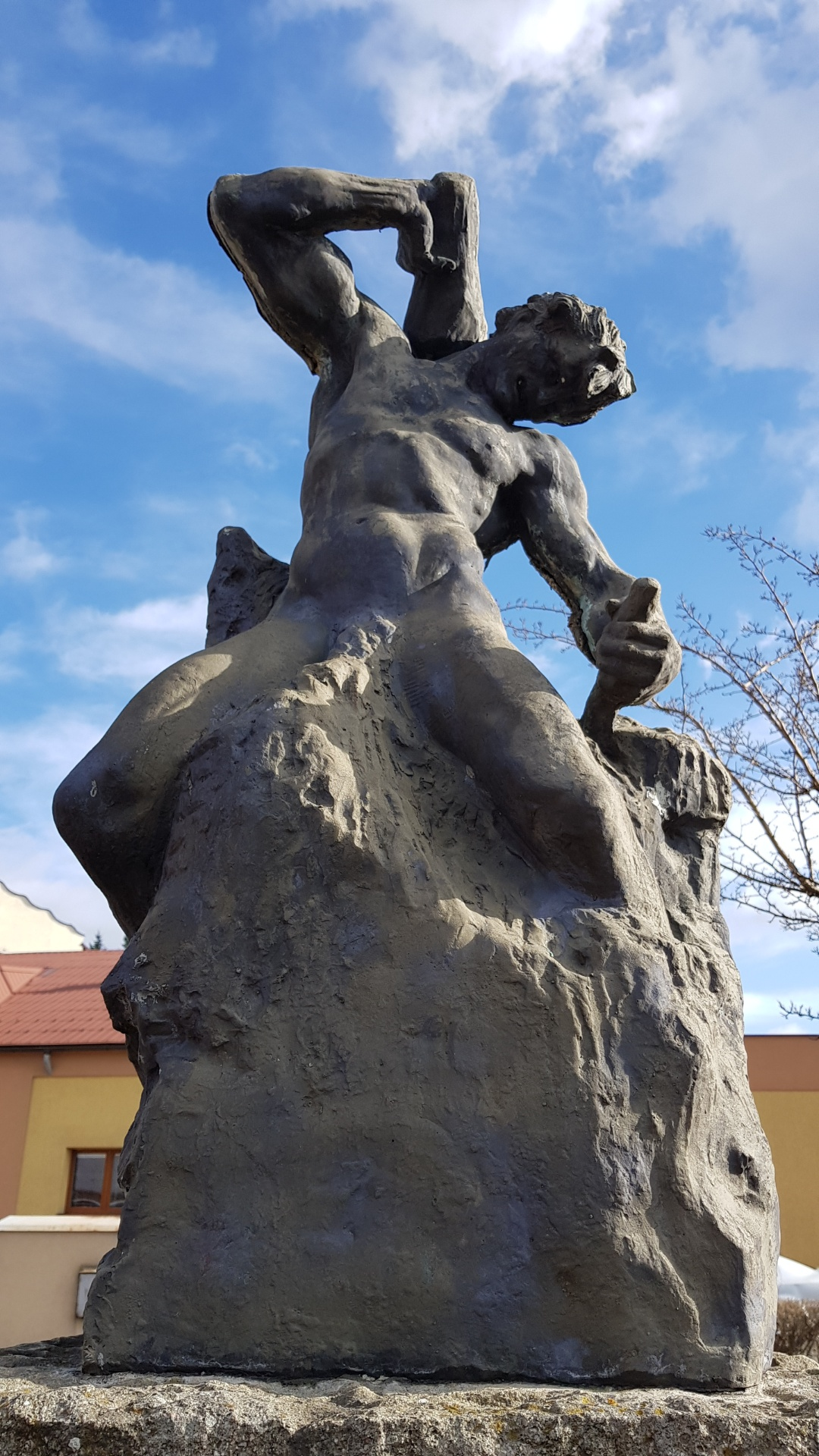
Strůjce svého osudu

Narodil se 14. února 1879 ve Frenštátě pod Radhoštěm jako sedmý syn tkalcovského faktora a hostinského Josefa Poláška a Petronily Poláškové, dceři frenštátského řezníka Knězka. V dětství pracoval na rodinném statku a v hostinci. Už tehdy se projevovaly jeho umělecké sklony. Na pastvě vyřezával dřevěné figurky, modeloval postavičky z hlíny a výborně kreslil. Také v mládí vyřezával betlémy, které mají v okolí Frenštátu velkou tradici, dokonce si beltém, která v mládí vyřezal nechal dovézt do USA. Ve škole však nepatřil – s výjimkou kreslení, zpěvu, krasopisu a tělocviku – mezi nejpilnější žáky. Ve Frenštátu navštěvoval tkalcovskou školu.
Ačkoliv se ve Vídni u Jana Mayera vyučil řezbářem a studoval v Římě, doma se pro něj práce nenašla, proto ve 22 letech odjel se svým bratrem Robertem do Ameriky. Zde začal pracovat jako řezbář v továrně na výrobu oltářů a sakrálních předmětů. Nejdřív ve fabrice v Dubuque v Iowě a pak v La Crosse ve Wisconsinu a byl u vytvoření mnoha inteirérů kostelů na středozápadě USA. Ve 25 letech byl přijat na Pensylvánskou akademii krásných umění ve Filadelfii (Pennsylvania Academy of the Fine Arts in Philadelphia), obor sochařství, kde byl vyučován Charlesem Graflym. Na akademii získla možnost stipendijního pobytu v Římě, což přijal a později to ovlivnilo jeho sochařský styl. Jako student v roce 1907 vytvořil sochu Man Carving His Own Destiny (Strůjce svého osudu) a po té v roce 1909 Eternal Moment. V roce 1909 se také stáva americkým občanem, v roce 1910 vyhrává soutěž Rome Prize nebo také Prix de Rome. Během pobytu v Římě vytvořil sochy Rozsévač a Římanka. V roce 1913 obdržel čestné uznání na Paříském Salonu za sochu The Shower a v roce 1915 uznání Widener Gold Medal z Pensylvánské akademie krásných umění za sochu Aspiration. V roce 1909 získal americké občanství.
Ve věku 37 let v roce 1916, po obdobích života strávených v Římě a New Yorku, byl pozván, aby vedl oddělení sochařství na prestižním Institutu umění v Chicagu v Chicagu, kde takřka třicet let vyučoval své studenty. Tam také vytvořil největší jezdeckou sochu na světě s blanickým rytířem jako jezdcem, ztělesňujícím pověstnou ostražitost T. G. Masaryka během 1. světové války, vytvoření legií a boj za uskutečnění ideálu svobody, demokracie a lidství (T. G. Masaryk). Také zde vytvořil originál sochy Forest Idyll, pak Victorious Christ pro katedrálu St. Cecelia's v Omaze v Nebrasce, pak Kenilworth Memorial relief pro město Kenilworth v Illinois, pak The Spirit of Music pro Grant Park v Chicagu, sochu Woodrova Wilsona pro Prahu (známou také jako Wilsonova socha ve Vrchlického sadech, v angličtině Woodrow Wilson Memorial), pak sochu guvernéra Richarda Yatese pro Springfield v Illinois a mnoho dalších soch. V roce 1927 byl Polášek zvolen jako přidružený člen Národní Akademie Designu, plným členem byl od roku 1933.
Na své rodiště však A. Polášek nezapomněl a do Frenštátu jezdíval na dovolenou. Byl tak spřízněn se svým rodištěm, že v roce 1929 v USA vytvořil sochu boha Radegasta a poslal ji do svého rodného kraje.

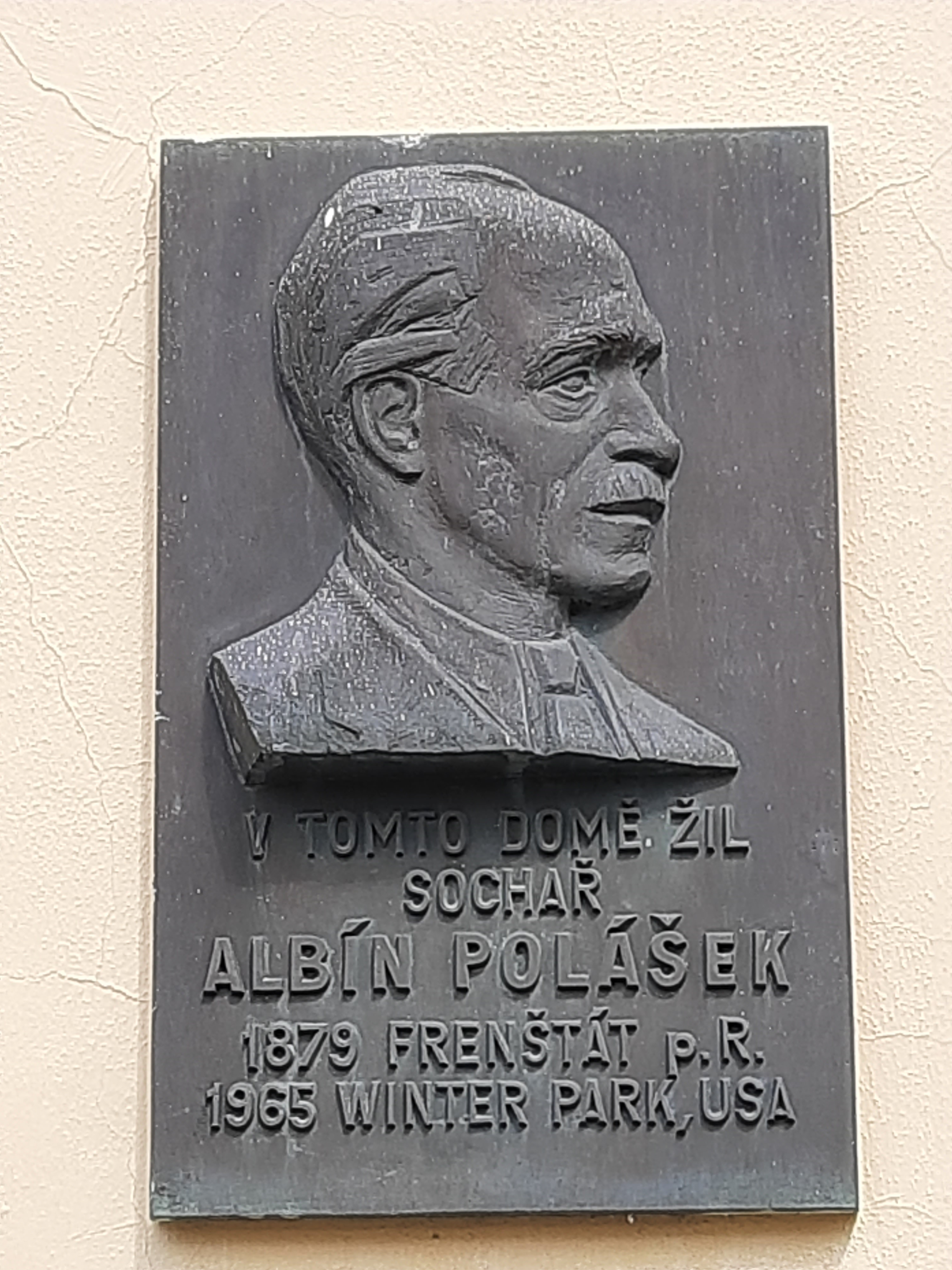
Pamětní deska Albína Poláška na domě č. 4 na náměstí Míru ve Frenštátu

Albín Polášek byl blízkým přítelem malíře Louise Grella, když žil v Tree Studios v Chicagu. Archiv rodiny Grellů obsahuje sbírku dopisů od Grella, ve kterých s Poláškem probírají Poláškovo stěhování na Floridu a jeho nemoc. V roce 1946 přestal být profesorem na Institutu umění v Chicagu. V roce 1947 byl naposledy v Československu, pak se tam již z důvodu komunistického převratu nevrátil.
V roce 1950 se Polášek přestěhoval na důchod do města Winter Park na Floridě. 1. května 1950 tam utrpěl mrtvici, po které zůstal na levou stranu těla paralyzovaný a zbytek života strávil na vozíku. Dokončil však 18 velkých děl pouze pravou rukou, včetně Victory of Moral Law, což byla jeho reakce na Maďarské povstání v roce 1956. Na konci roku 1950 se v 71 letech oženil se svou bývalou studentkou Ruth Sherwoodovou, která zemřela o 22 měsíců později po těžké nemoci v říjnu 1952. V roce 1961 se Polášek oženil s Emily Muska Kubatovou. Po jeho smrti v roce 1965 byl pohřben vedle své první ženy na hřbitově Winter Park's Palm Cemetery, kde je také umístěno jeho dílo z roku 1939 12th Station of the Cross. Emily M. K. Polášková zemřela v roce 1988.

## Dílo
Během svého působení v USA vytvořil celou řadu sochařských artefaktů – od medailí (například první československá medaile Svoboda), přes sochy, až po monumentální sousoší, pomníky a náhrobky.

### Ve světě
Mezi Poláškova známější díla patří pamatník Theodora Thomase z roku 1924 (Theodore Thomas Memorial), v roce 1941 památník Tomáše Garrigue Masaryka v Chicagu. V roce 1942 vytvořil Mother Crying Over the World a v roce 1956 Victory of Moral Law jako jeho reakci na Maďarské povstání.
Jako mnoho dalších sochařů jeho doby, i Polášek vytvořil několik hřbitovních památníků. Mezi nejvýznamnější patří The Pilgrim a The Mother z roku 1927, oba umístěné na Českém národním hřbitově v Chicagu, a pak Pilgrim at the Eternal Gate v hřbitově Lake View Cemetery v Clevelandu v Ohiu.

### V Československu
V Československu je autorem sousoší Cyrila a Metoděje a sochy Radegasta na Radhošti a v pražské Zoo (viz níže), pro Frenštát vytvořil sousoší Zápas dobra se zlem a sochu Ondráš, byl také autorem první československé medaile zvaná Svoboda. Jeho největší dílo v Československu, vytvořené v nuselském ateliéru – socha presidenta Wilsona ve Vrchlického sadech Praze – bylo za německé okupace zničeno. Na frenštátském hřbitrově je umístěna plastika Utrpení. Ve Frenštátě chtěl na pozemku, který zakoupil a vlastnil, zvaný Lánské, vysochat celý Pantheon slovanských božstev. Pro rodný dům Josefa Kalusa ve Frenštátě udělal pamětní desku.

#### Sochy Radegastů

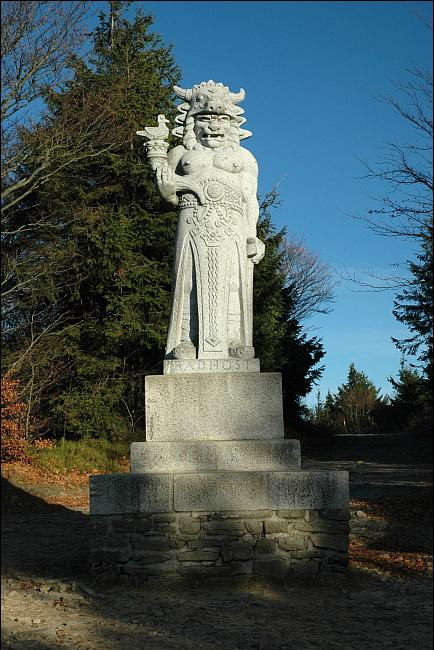
Radegast na Radhošti, 1929

Do rodného Frenštátu pod Radhoštěm Albín Polášek před druhou světovou válkou často jezdíval na dovolenou. Pod osobním dohledem a jeho vedením byly kolem roku 1931 (podle třetinového modelu) ve slévárně firmy Maška v Praze  zhotoveny dvě identické sochy Radegasta. První socha Radegasta stávala (než byla nahrazena věrnou žulovou replikou) do konce 90. let 20. století na hřebeni Radhoště (viz výše). Druhou sochu Radegasta hodlal Albín Polášek umístit na své zahradě, protože se na stáří chtěl vrátit do rodných Beskyd a Radegastem si doplnit na své zahradě budovaný háj původních slovanských bohů. Vítězný Únor 1948 překazil Poláškovy plány na stáří. Změna politických poměru v Československu navíc spojená s jeho závažnými zdravotními problémy (po roce 1950) jej od dalších návštěv vlasti navždy odradila.
Na přelomu 50. a 60. let 20. století byla dělníky na zahradě bývalé Maškovy slévárny v Praze pod nánosem zeminy a listí objevena ona druhá tj. Poláškova socha Radegasta. Nejspíše ji sem kdosi ukryl před německými okupanty hned na počátku či ještě během druhé světové války a po roce 1945 se na dobře zamaskovanou sochu zapomnělo. Socha měla zvířecí rysy a tak místně příslušný pověřený úřad usoudil, že se tematicky hodí do Zoo Praha, kam také byla v roce 1961 přesunuta. Mezi roky 2014 až 2015 byla tato socha zrestaurována a doplněna o opeřence, který původně seděl na rohu hojnosti a který se v průběhu let neznámo kam ztratil.

#### Sousoší Cyrila a Metoděje
Bronzová socha byla ulita ve slévárně Mašek v Praze. Její výška je 2,6 metru samotná a 4,2 metru s podstavcem a její váha je 0,8 tuny. Figury mají otevřenou knihu s nápisem napsaný v cyrilici, který v překladu znamená "Na počátku bylo slovo a slovo bylo od Boha." Sádrový odlitek ve stejné velikosti byl věnován autorem rožnovskému kostelu Všech svatých. Převoz proběhl 11. a 12. září 1930 a při přepravě této těžké sochy muselo být zpřaženo deset koní do pěti párů. Socha je umístěna na vrcholu Radhoště v místech, kde stávával kamenný Janíkův kříž, který byl posunut před kapli na Radhošti. Odhaleno sousoší bylo 4. července 1931 za přítomnosti autora.

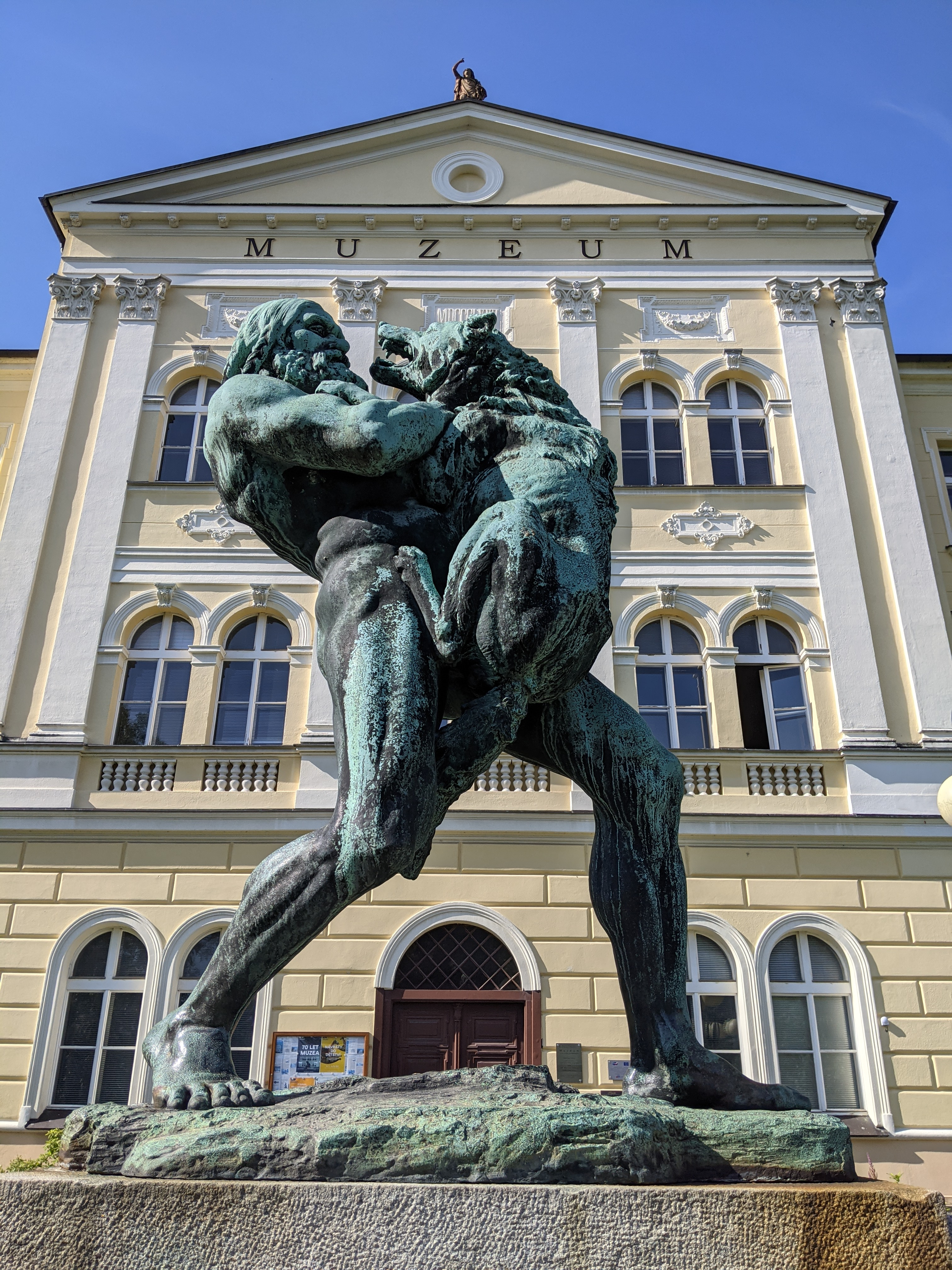
Socha Zápas dobra se zlem ve Frenštátu pod Radhoštěm

#### Socha Pravěký zápas (Zápas dobra se zlem)
Je to socha, umístěna v Poláškově rodném Frenštátě pod Radhoštěm a symbolizuje člověka, který holýma rukama škrtí vlka. Symbolika sochy měla symoblizovat vůli a sílu hájit vlastní zemi před nepřáteli. Byla slavnostně odhalena 28. srpna 1938 s autorovým dohledem, ale byla již odlita z bronzu v roce 1931 v Římě. Socha taky symbolizuje oběti první světové války a proto je od roku 2003 na soše uvedeno 169 jmen padlých v této válce z Frenštátu. Socha byla symbolicky odhalena v napjatém období před druhou světovou válkou a během této války byla ukryta před Třetí říší a znovu odhalena až po skončení války. Nyní je umístěna na veřejnosti ve Frenštátě pod Radhoštěm v parku, který je ohraničen ulicí Horní, ulicí Františka Palackého a Městským muzeem ve Frenštátě pod Radhoštěm.

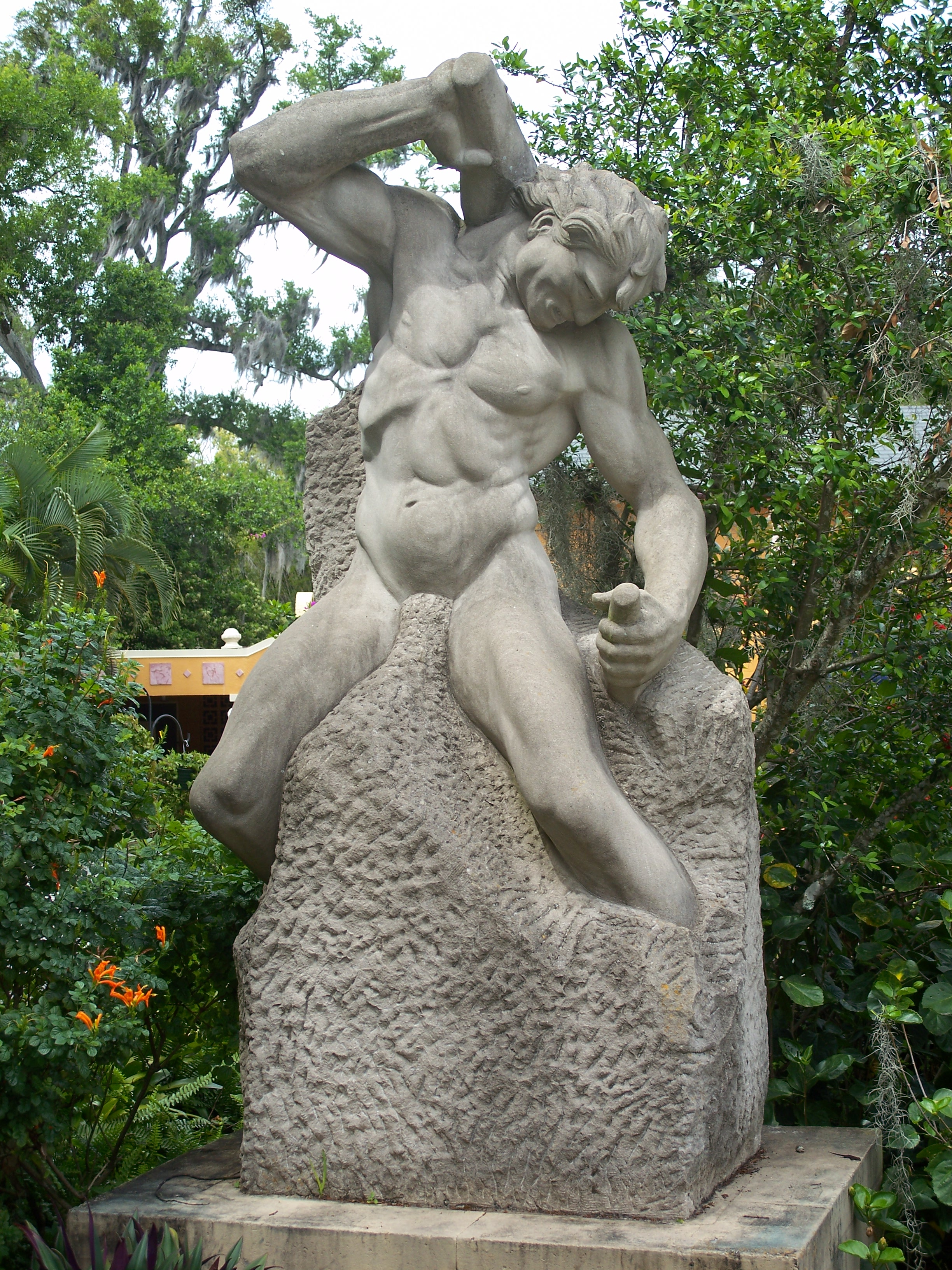
Socha Strůjce svého osudu umístěna ve Winter Parku

#### Socha Strůjce svého osudu
Po soše Pravěkého zápasu (Zápasu dobra se zlem) daroval Polášek svému rodnému městu další sochu, a to Strůjce svého osudu. Originál z bronzu byl vytvořen roku 1920 a je umístěn ve frenštátské radnici. Tomuto tématu se Polášek věnoval celý život, protože vytvořil mnoho verzí této sochy (uváděno že až 53 verzí této sochy) a často sochu přepracovával. Nicméně poprvé ho vysochal v roce 1907, když studoval ve Filadelfii.

#### Socha T. G. Masaryka v Petřvaldu u Karviné
Návrh sochy umístěné dnes na náměstí v Karviné byl Albín Polášek a návrh udělal bezplatně, ale samotnou sochu vytvořil Vávra z Ostravy. Socha v nadživotní velikosti byla umístěna na žulový podstavec vedle Pošty. Památník byl zaplacen ze sbírky, do které dávali peníze obyčejní lidé, společenské organizace a důlní podniky. Socha byla odhalena v roce 1949, ale už v padesátých letech byla odstraněna a schována v kůlně drobných provozoven. 7. července 1968 byla přemístěna z kůlny zpět na podstavec. Po roce 1968 byla stržena v noci a roztavena v Bohumínských železárnách a podstavec byl zakopán. V roce 1994 městské zastupitelstvo rozhodlo o vyzvednutí původního žulovéh podstavce ze země a jeho označení pamětní deskou.

#### Busta Claude Bucka
V roce 1955 Poláška zkontaktoval jeho bývalý kolega a to malíř Claude Buck ze School of Art Institute v Chicagu, aby mu navrhl, že mu namaluje jeho portrét. Zatím co ho maloval, tak Polášek vymodeloval zdravou rukou malířovu bustu. Obraz je zajímavý tím, že malíř namaloval na obraz kromě modelujícího Poláška i svoji vlastní bustu, kterou Polášek zrovna modeloval. Polášek daroval po té bustu Buckovi a dostal od něj tento obraz, který si pověsil ve svém ateliéru. Později se fotografie Poláškova ateliéru dostala do frenštátského muzea a na fotografii byl nový portrét Poláška. Po té z muzea požádali Poláška o jeho portrét pro muzeum, který ho pak muzeu věnoval. 

## Galerie

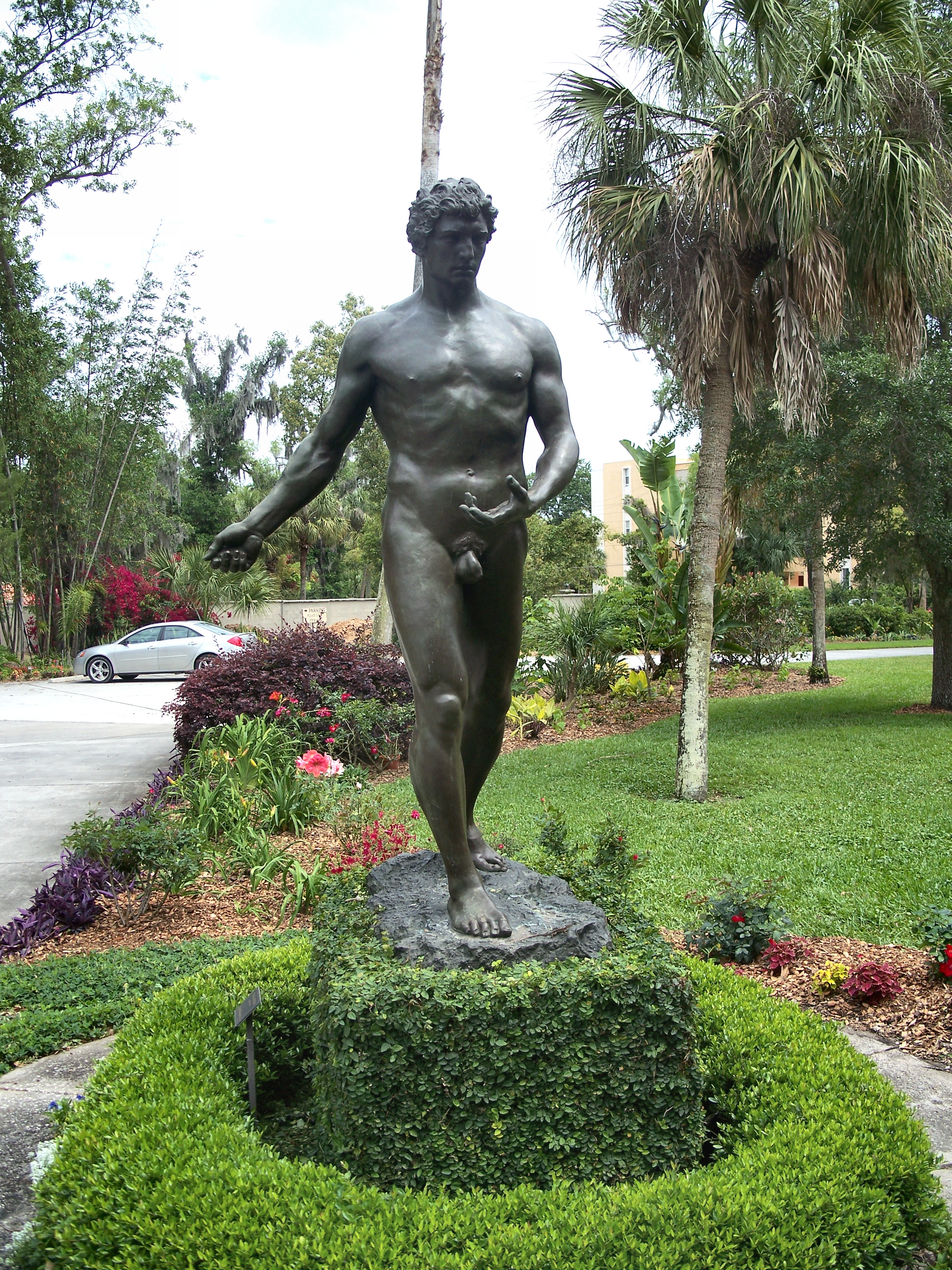
The Sower (Rozsévač), 1911, tato odlita 1962 z bronzu a umístěna ve Winter Parku. V roce 1916 když byla tato socha umístěna před vstup Art Institute of Chicago, tak přitáhla pozornost městských cenzorů, ale muzeum ubránilo toto umělecké dílo. Tento incident dodal Poláškovi proslulost a podobru pro jeho zčínající kariéru v Chicagu.
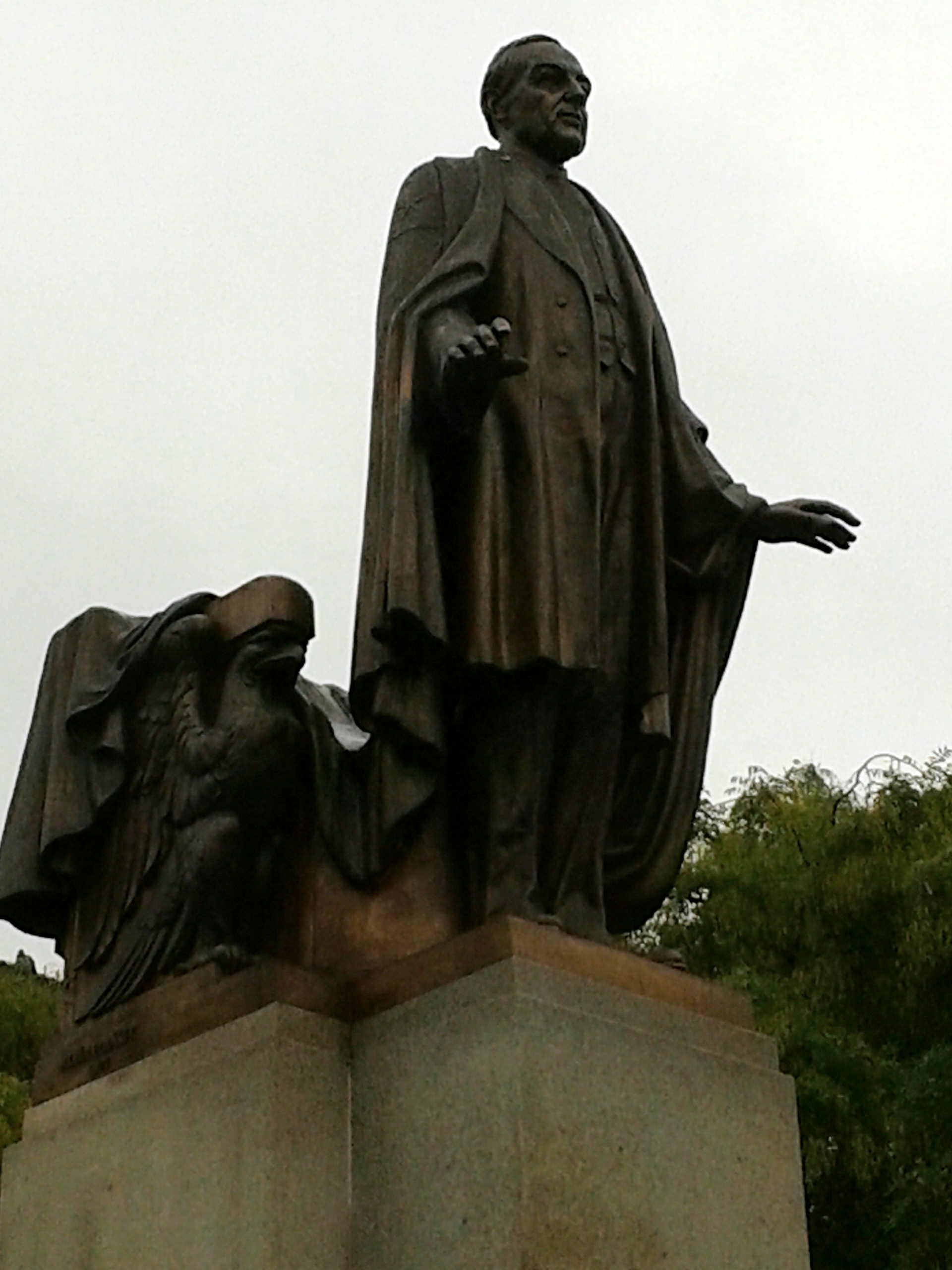
Replika sochy W. Wilsona v Praze, 1928
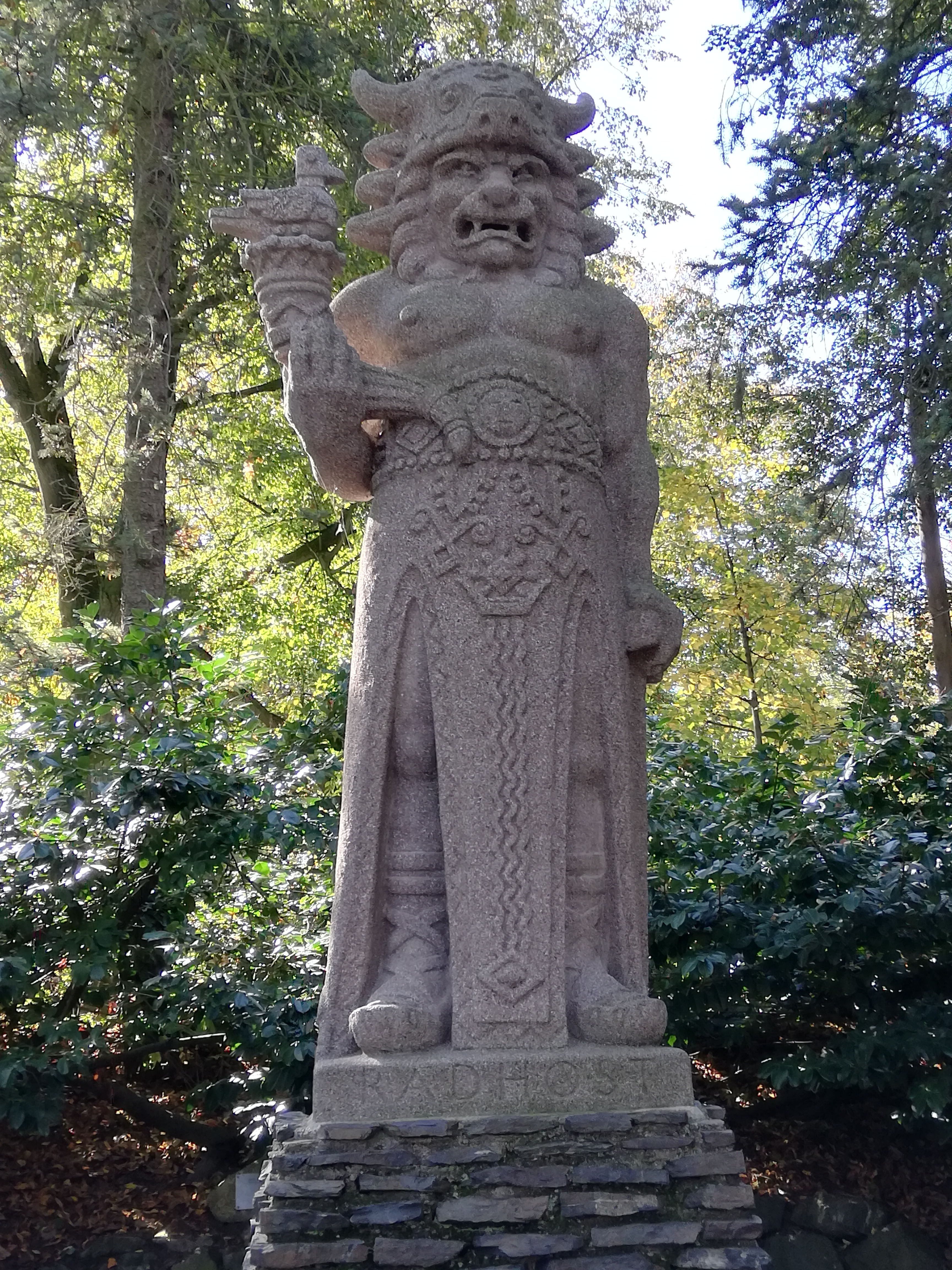
Radegast v Zoo Praha, 1929
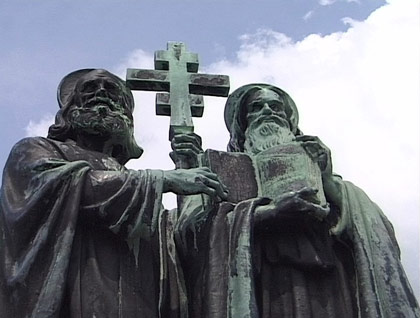
Cyril a Metoděj, 1931
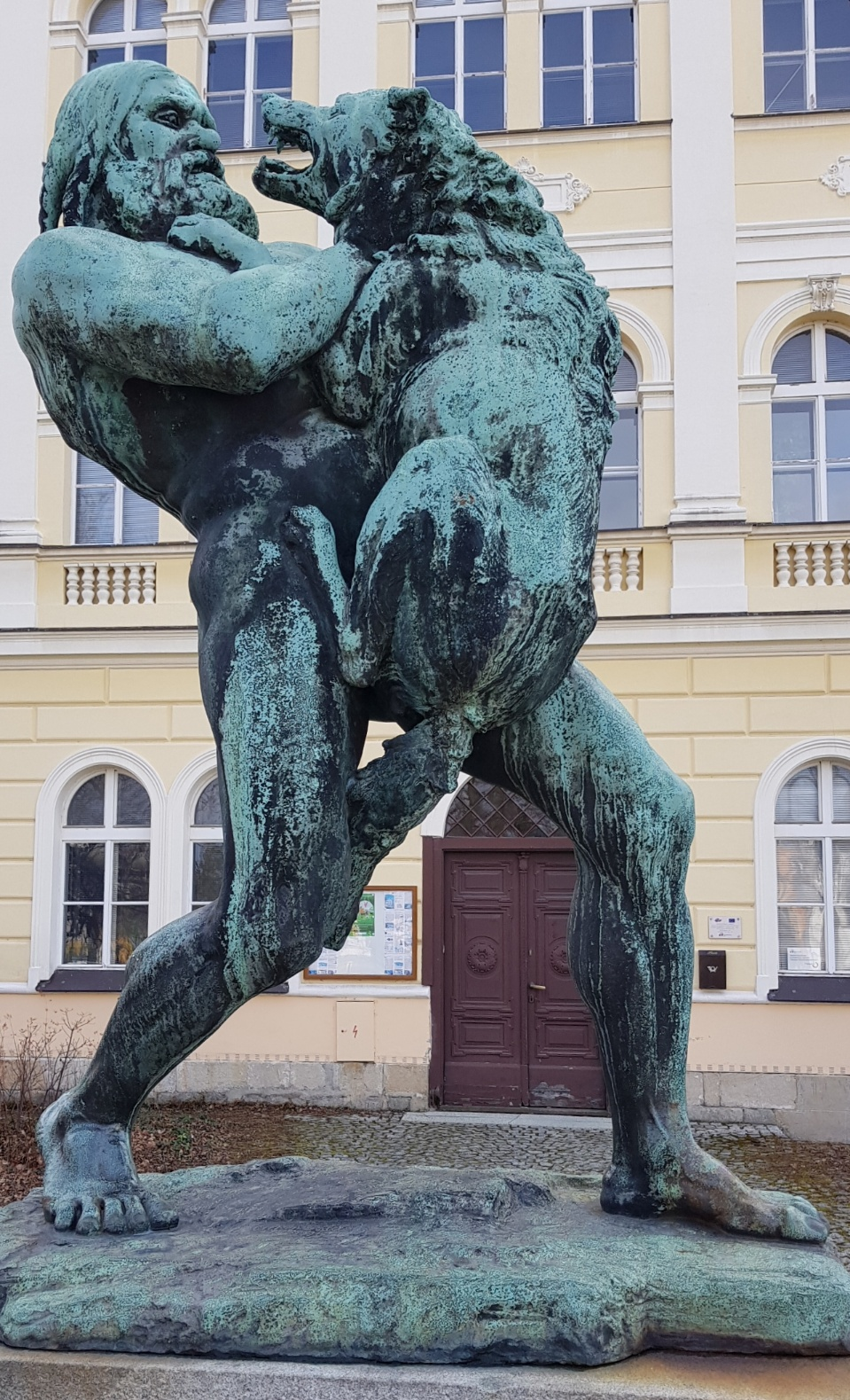
Boj dobra se zlem, Frenštát p. R., 1938
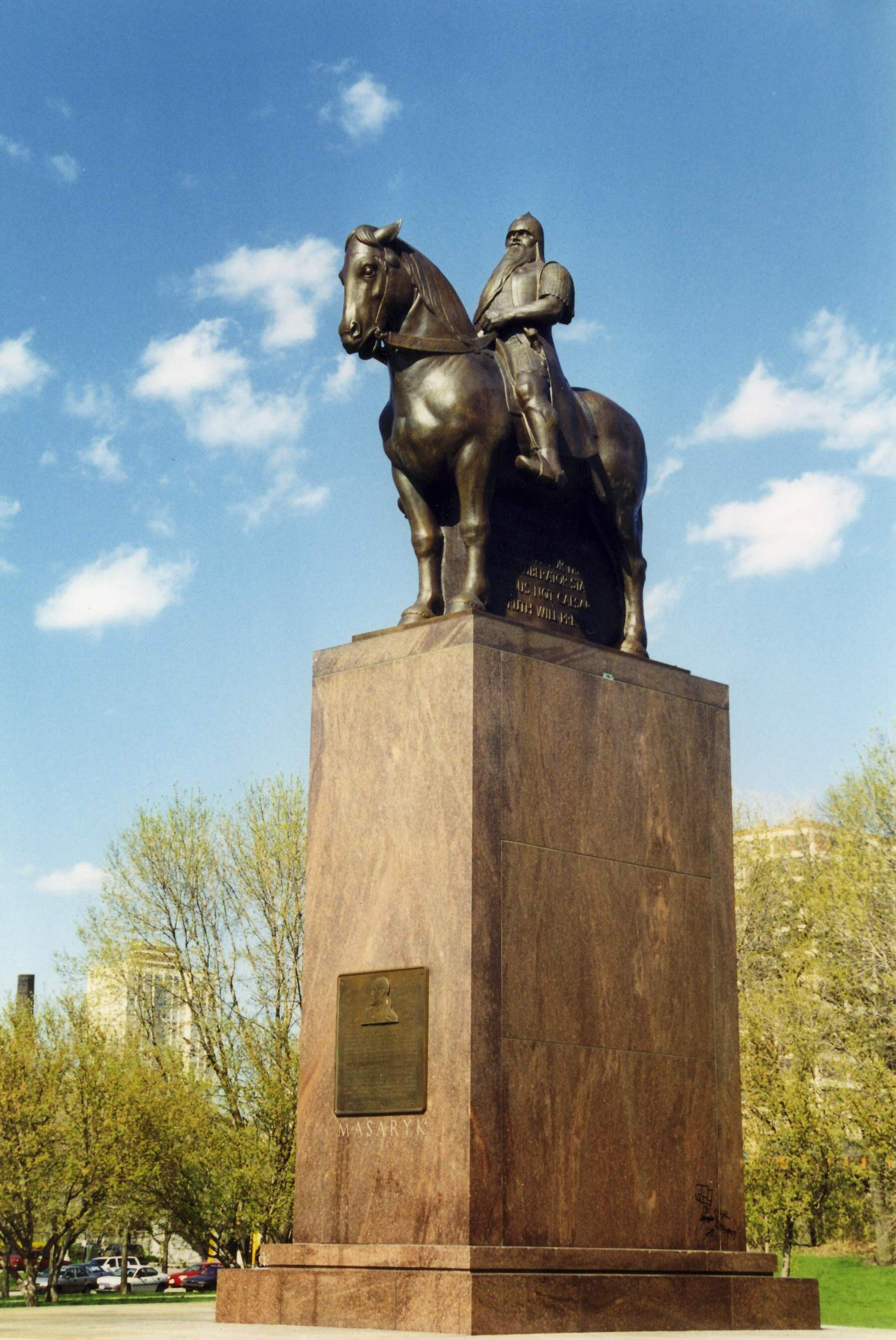
Tomáš Masaryk Memorial, Chicago
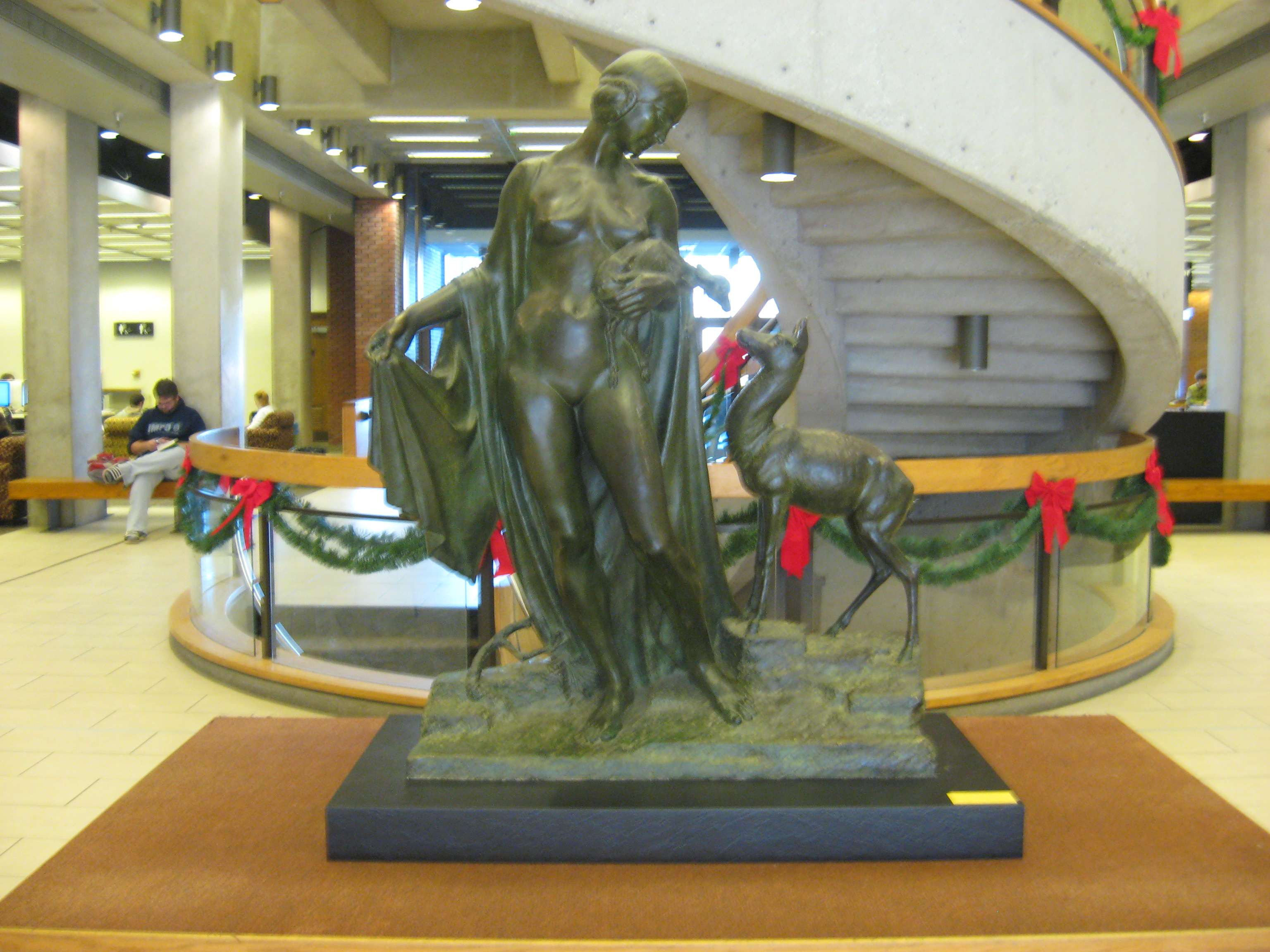
Forest Idyl